# Cinnamomum bamoense
Cinnamomum bamoense är en lagerväxtart som beskrevs av Lukmanoff. Cinnamomum bamoense ingår i släktet Cinnamomum och familjen lagerväxter. Inga underarter finns listade i Catalogue of Life.